# Phục sinh
Phục sinh hay tái sinh là khái niệm trở lại cuộc sống sau khi chết. Trong một số tôn giáo cổ xưa, một vị thần chết và tái sinh là một vị thần chết đi và hồi sinh lại sau đó.
Sự phục sinh người chết là một niềm tin mạt thế tiêu chuẩn trong các tôn giáo Abraham. Là một khái niệm tôn giáo, nó được sử dụng theo hai khía cạnh khác nhau: niềm tin vào sự phục sinh của các linh hồn cá nhân hiện tại và đang diễn ra (chủ nghĩa lý tưởng Kitô giáo, nhận thức mạt thế), hoặc một niềm tin khác về sự phục sinh của người chết ở thời điểm cuối của thế giới. Một số người tin rằng linh hồn là phương tiện thực sự mà con người dựa vào đó để được hồi sinh.
Cái chết và sự phục sinh của Chúa Giêsu là một trọng tâm của Kitô giáo. Cuộc tranh luận thần học Kitô giáo xảy ra liên quan đến loại phục sinh nào là thực tế   - hoặc là sự phục sinh mang tính tâm linh với một trạng thái linh hồn đi vào Thiên đàng, hoặc một sự phục sinh vật chất với một cơ thể con người được làm sống lại. Trong khi hầu hết các Kitô hữu tin rằng sự phục sinh của Giêsu đi từ cõi chết và lên thiên đàng trong một cơ thể vật chất, thì một thiểu số rất nhỏ    tin rằng đó là phục sinh mang tính tâm linh.

## Tôn giáo

### Các tôn giáo cổ ở Cận Đông
Khái niệm về sự phục sinh được tìm thấy trong các tác phẩm của một số tôn giáo cổ đại ở Trung Đông. Một vài tác phẩm Ai Cập và Canaan còn tồn tại ám chỉ đến các vị thần đang chết và sống lại như Osiris và Baal. Sir James Frazer trong cuốn sách The Golden Bough liên quan đến những vị thần đang chết và sống lại này, nhưng nhiều ví dụ của ông, theo các học giả khác nhau, làm sai lệch các nguồn tin. Ở vị trí tích cực hơn, Tryggve Mettinger lập luận trong cuốn sách gần đây của mình rằng phạm trù chết và trở lại cuộc sống rất có ý nghĩa đối với các vị thần sau: Ugaritic Baal, Melqart, Adonis, Eshmun, Osiris và Dumuzi.

### Tôn giáo Hy Lạp cổ đại
Trong tôn giáo Hy Lạp cổ đại, một số đàn ông và phụ nữ đã trở nên bất tử về thể xác khi họ được hồi sinh từ cõi chết. Asclepius đã bị Zeus giết, và được hồi sinh và biến thành một vị thần lớn. Achilles, sau khi bị giết, đã được người mẹ - nữ thần Thetis cướp khỏi đám tang của mình và được hồi sinh, trở thành một tồn tại bất tử ở Leuce, vùng đồng bằng Elysian hoặc Quần đảo của Chân phước. Memnon, người đã bị Achilles giết, dường như đã nhận một số phận tương tự. Alcmene, Castor, Heracles và Melicertes, cũng nằm trong số những nhân vật đôi khi được coi là đã sống lại với sự bất tử về thể xác. Theo <i id="mwYw">Lịch sử</i> của Herodotus, nhà hiền triết thế kỷ thứ bảy TCN Aristeas of Proconnesus lần đầu tiên được tìm thấy đã chết, sau đó cơ thể ông biến mất khỏi một căn phòng bị khóa. Sau đó, ông ta không chỉ được hồi sinh mà còn có được sự bất tử.
Nhiều nhân vật khác, giống như một phần lớn của những người đã chiến đấu trong các cuộc chiến thành Troia và Theban, Menelaus, và người theo phái lịch sử Cleomedes của Astupalaea, cũng được cho là đã bất tử về thể xác, nhưng không chết ngay từ đầu. Thật vậy, trong tôn giáo Hy Lạp, sự bất tử ban đầu luôn bao gồm một sự kết hợp vĩnh cửu giữa thể xác và tâm hồn. Ý tưởng triết học về một linh hồn bất tử là một phát minh sau này, mặc dù có ảnh hưởng nhưng không bao giờ có bước đột phá trong thế giới Hy Lạp. Như có thể được chứng kiến ngay cả vào thời kỳ Kitô giáo, không chỉ bởi những lời phàn nàn của các nhà triết học khác nhau về tín ngưỡng phổ biến, các tín đồ Hy Lạp truyền thống đã duy trì niềm tin rằng một số cá nhân đã sống lại từ cõi chết và trở thành bất tử về thể xác và đối với phần còn lại của chúng ta, chúng ta có thể chỉ mong chờ một sự tồn tại như những linh hồn bị thất sủng và chết đi.
Các nhà triết học Hy Lạp thường phủ nhận niềm tin tôn giáo truyền thống này về sự bất tử về thể xác. Khi viết Lives of Illustrious Men (Lives Parallel) trong thế kỷ đầu tiên, triết gia Plutarch trong chương của ông nói về Romulus đã kể lại sự biến mất bí ẩn và thần thánh hóa tiếp theo của vị vua đầu tiên này của Roma, so sánh nó với niềm tin Hy Lạp truyền thống như sự hồi sinh và bất tử về thể xác của Alcmene và Aristeas người Proconnesia, "vì họ nói Aristeas đã chết trong một cửa hàng, và những người bạn của anh ta đến tìm anh ta, thấy rằng cơ thể anh ta biến mất, và một số người có mặt sau đó, nói rằng họ đã gặp anh ấy đi về phía Croton ". Plutarch công khai khinh miệt những niềm tin như vậy được duy trì trong tôn giáo Hy Lạp cổ đại, viết, "nhiều chuyện vô lý như vậy mà các nhà văn tuyệt vời của bạn đã viết ra, chỉ là thần thánh hóa các sinh vật tự nhiên."
Alcestis trải qua sự hồi sinh trong khoảng thời gian ba ngày, nhưng không đạt được sự bất tử.

Sự song hành giữa những niềm tin truyền thống này và sự phục sinh sau đó của Giêsu đã không bị mất đối với các Kitô hữu tiên khởi, như Justin Martyr lập luận: "khi chúng ta nói... Jesus Christ, thầy của chúng tôi, đã bị đóng đinh và chết, rồi sống lại và lên trời, chúng tôi không nói gì khác với những gì bạn tin về những người mà bạn coi là con trai của thần Zeus. "(1 Apol. 21). Tuy nhiên, không có niềm tin vào sự phục sinh nói chung trong tôn giáo Hy Lạp cổ đại, vì người Hy Lạp cho rằng ngay cả các vị thần cũng không thể tái tạo xác thịt đã bị mất do phân hủy, hỏa hoạn hoặc bị ăn mất. Người Hy Lạp theo rõ ràng đã tìm thấy khái niệm về sự hồi sinh nói chung của người chết khá phi lý. Điều này được làm rõ trong bài diễn văn Areopagus của Paul. Sau khi lần đầu tiên kể về sự phục sinh của Giêsu, khiến người Athen thích nghe nhiều hơn, Paul tiếp tục kể chuyện, kết nối sự kiện này liên quan đến sự phục sinh chung của người chết như thế nào: 
"Therefore having overlooked the times of ignorance, God is now declaring to men that all everywhere should repent, because He has fixed a day in which He will judge the world in righteousness through a Man whom He has appointed, having furnished proof to all men by raising Him from the dead." Now when they heard of the resurrection of the dead, some began to sneer, but others said, 'We shall hear you again concerning this.'"

### Do Thái giáo và Samaritanism
Có ba ví dụ rõ ràng trong Kinh thánh tiếng Do Thái về những người được phục sinh từ cõi chết:
- Tiên tri Elijah cầu nguyện và Đức Chúa Trời khiến một cậu bé thoát khỏi cái chết (1 Vua 17: 17-24)
- Elisha nuôi dạy con trai của người phụ nữ Shunammite (2 Kings 4: 32-37); đây là đứa trẻ mà anh ấy đã sinh ra trước đó (2 Kings 4: 8-16)
- Thi thể của một người chết bị ném vào ngôi mộ của Elisha đã chết được hồi sinh khi cơ thể chạm vào xương của Elisha (2 Kings 13:21)

Trong thời kỳ của Đền thờ thứ hai, đã phát triển một loạt các tín ngưỡng liên quan đến sự phục sinh. Khái niệm về sự hồi sinh của cơ thể vật lý được tìm thấy trong 2 Maccabees, theo đó nó sẽ xảy ra thông qua việc tái tạo xác thịt. Sự phục sinh của người chết cũng xuất hiện chi tiết trong các sách ngoài kinh điển của Enoch, trong Apocalypse of Baruch, và 2 Esdras. Theo học giả người Anh trong đạo Do Thái cổ đại Philip R. Davies, có rất ít hoặc không có tài liệu tham khảo rõ ràng về sự bất tử hoặc để hồi sinh từ những người chết trong các văn bản cuộn sách trong Biển Chết. Cả Josephus và Tân Ước đều ghi rằng Người Sa-đu-sê không tin vào thế giới bên kia, nhưng các nguồn khác nhau dựa trên niềm tin của người Pharisi. Tân Ước tuyên bố rằng những người Pharisi tin vào sự phục sinh, nhưng không xác định liệu điều này có bao gồm xác thịt hay không. Theo Josephus, người cũng là một người Biệt Phái, người Pharisêu cho rằng chỉ là linh hồn là bất tử và linh hồn của những người tốt sẽ “đi vào các cơ thể khác,” trong khi “những linh hồn của kẻ ác sẽ phải chịu hình phạt đời đời.”  Paul, người cũng là một người Pharisi, nói rằng khi phục sinh, "cơ thể được gieo xuống sẽ được nuôi dưỡng trong một thể xác thiêng liêng". Jubilees dường như chỉ đề cập đến sự hồi sinh của linh hồn, hoặc nói đến một ý tưởng tổng quát hơn về một linh hồn bất tử.
Theo Herbert C. Brichto, viết trong sách Cải cách Do Thái Hebrew Union College Annual của Do Thái giáo, ngôi mộ gia đình là khái niệm trung tâm trong việc tìm hiểu quan điểm của Kinh thánh về thế giới bên kia. Brichto nói rằng nó là "không đơn thuần tình cảm tôn trọng những gì còn lại vật lý mà là... động lực cho việc thực hành, mà đúng hơn là một kết nối giả định giữa thích hợp chôn xuống mộ và điều kiện của hạnh phúc của người đã chết trong thế giới bên kia".
Theo Brichto, người Do Thái thời kỳ đầu rõ ràng tin rằng các ngôi mộ của gia đình hoặc bộ lạc hợp nhất thành một và tập thể thống nhất này là theo những gì mà thuật ngữ tiếng Do Thái trong Kinh thánh Sheol đề cập, là Mộ chung của con người. Mặc dù không được xác định rõ ở Tanakh, Sheol trong quan điểm này là một thế giới ngầm dưới lòng đất, nơi linh hồn của người chết đi sau khi xác chết. Người Babylon có một thế giới ngầm tương tự tên là Aralu và người Hy Lạp có một người được gọi là Hades. Đối với các tài liệu tham khảo trong Kinh thánh về Sheol, xem Sáng thế ký 42:38, Ê-sai 14:11, Thi thiên 141: 7, Daniel 12: 2, Châm ngôn 7:27 và Job 10: 21,22 và 17:16, và những sách khác. Theo Brichto, các tên Kinh thánh khác cho Sheol là: Abaddon (hủy hoại), được tìm thấy trong Psalm 88:11, Job 28:22 và Proverbs 15:11; Bor (hố), được tìm thấy trong Ê-sai 14:15, 24:22, Ezekiel 26:20; và Shakhat (tham nhũng), được tìm thấy trong Isaiah 38:17, Ezekiel 28: 8.

### Kitô giáo

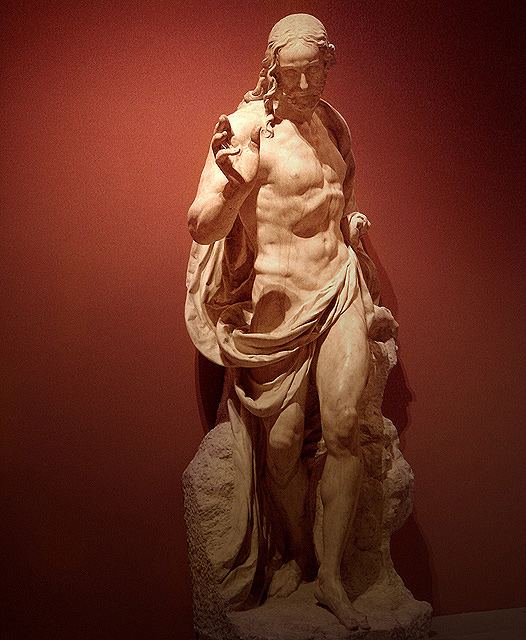
Chúa Giêsu sống lại

Trong Kitô giáo, sự phục sinh quan trọng nhất là sự phục sinh của Giêsu, nhưng cũng bao gồm sự phục sinh của Ngày phán xét được gọi là sự phục sinh của người chết theo những Kitô hữu theo tín điều Nicene (là đa số của Cơ đốc giáo chính thống), cũng như phép lạ phục sinh được thực hiện bởi Giêsu và các tiên tri của Cựu Ước (xem Do Thái giáo và Samaritanism dưới đây).

#### Sự phục sinh của Giêsu
Kitô hữu coi sự phục sinh của Giêsu là lý thuyết trung tâm trong Kitô giáo. Những người khác lấy sự hiện thân của Chúa Giêsu mang tính trung tâm hơn; tuy nhiên, đó là phép lạ   - và đặc biệt là sự phục sinh của Giêsu - nơi cung cấp xác nhận hóa thân của ông. Theo Paul, toàn bộ đức tin Kitô giáo dựa vào tính trung tâm của sự phục sinh của Giêsu và hy vọng về một cuộc sống sau khi chết. Sứ đồ Paul viết trong lá thư đầu tiên gửi cho người Cô-rinh-tô: 
If only for this life we have hope in Christ, we are to be pitied more than all men. But Christ has indeed been raised from the dead, the first fruits of those who have fallen asleep.

#### Phép lạ phục sinh

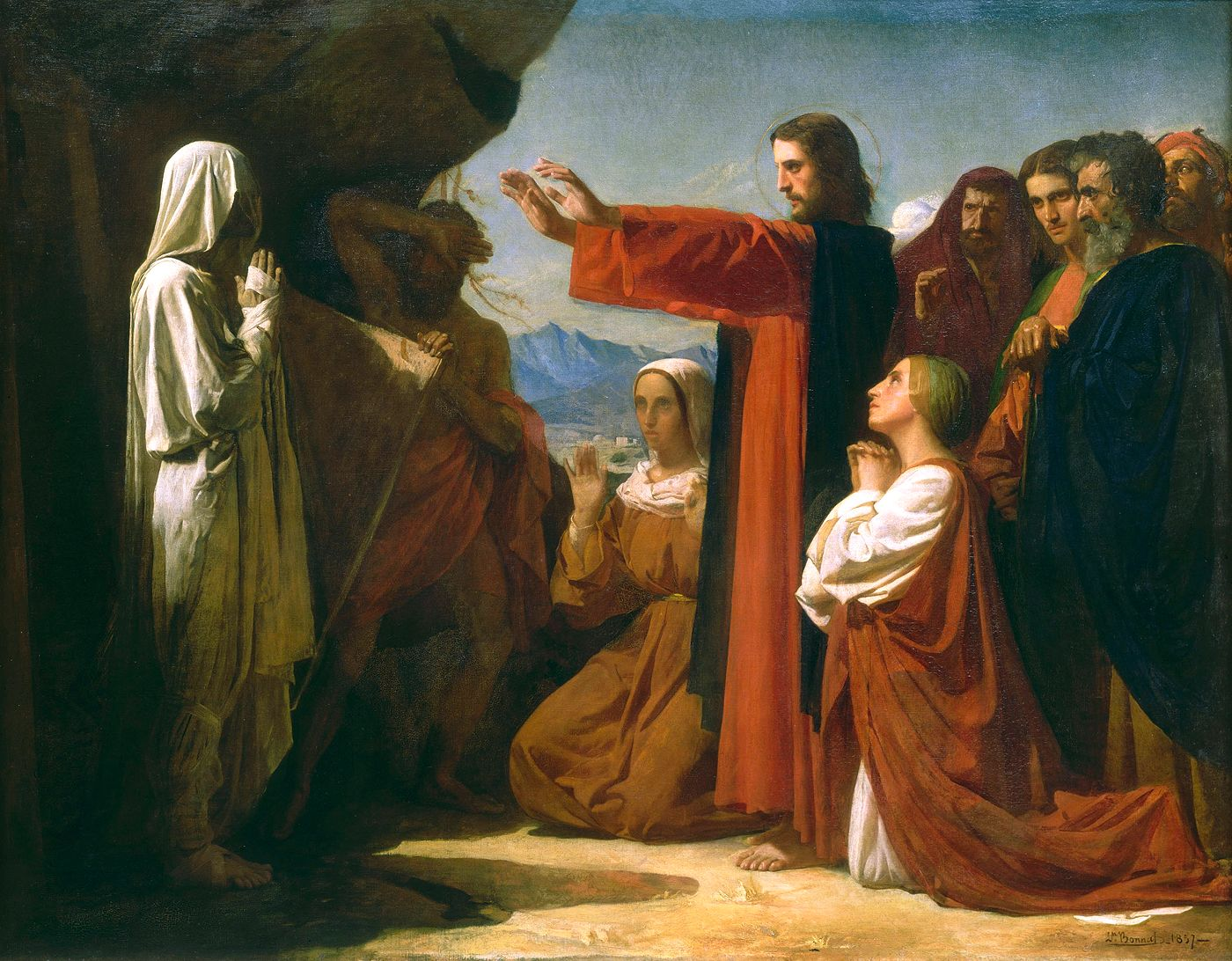
Sự phục sinh của Lazarus, bức tranh của Leon Bonat, Pháp, 1857.

Trong giai đoạn Giê-su ở trần gian, trước khi chết, Giê-su ủy thác cho Mười hai Tông đồ của mình, để làm cho người chết sống lại. Trong Tân Ước, Giêsu được cho là đã khiến nhiều người chết sống lại. Những sự phục sinh này bao gồm con gái của Jairus ngay sau khi chết, một chàng trai trẻ giữa đám tang của chính mình và Lazarus, người được chôn cất đã bốn ngày. Theo Phúc âm Matthew, sau khi Giêsu phục sinh, nhiều người trong số những người chết trước đó đã ra khỏi ngôi mộ của họ và vào Jerusalem, nơi họ được nhiều người nhìn thấy.
Sự phục sinh tương tự được ghi nhận cho các sứ đồ và các vị thánh Công giáo. Trong Công vụ Tông đồ, Thánh Peter đã nuôi nấng một người phụ nữ tên là Dorcas (còn gọi là Tabitha), và Sứ đồ Paul đã hồi sinh một người đàn ông tên là Eutychus đã ngủ thiếp đi và chết do rơi từ cửa sổ. Sau thời đại Tông đồ, nhiều vị thánh được cho là đã phục sinh người chết, như được ghi lại trong các giáo lý Cơ đốc giáo chính thống. St Columba được cho là đã nuôi dạy một cậu bé từ cõi chết ở vùng đất Picts.

#### Sự sống lại của người chết
Kitô giáo bắt đầu như một phong trào tôn giáo trong Do Thái giáo thế kỷ thứ nhất (Do Thái giáo cuối đền thứ hai), và nó vẫn giữ lại những gì mà bản thân Tân Ước tuyên bố là niềm tin Pharisa vào thế giới bên kia và Phục sinh của Người chết. Trong khi niềm tin này chỉ là một trong nhiều niềm tin được duy trì về Thế giới Do Thái trong Đền thờ thứ hai, và đã bị cả người Sa-đu-sê và Pharisees bác bỏ, và theo Josephus, niềm tin này đã trở nên thống trị trong Kitô giáo sơ khai và đã có trong Phúc âm Luke và John bao gồm một sự khăng khăng về sự sống lại của xác thịt. Hầu hết các Giáo hội Kitô giáo hiện đại tiếp tục duy trì niềm tin rằng sẽ có sự phục sinh cuối cùng của người chết và Thế giới đời sau, có lẽ như lời tiên tri của Sứ đồ Paul khi ông nói: "... ông đã chỉ định một ngày, theo đó ông sẽ phán xét thế giới... " (Công vụ 17:31 KJV) và "... sẽ có sự phục sinh của người chết, cả công bằng và bất công." (Công vụ 24:15 KJV).
Niềm tin vào sự phục sinh của người chết và vai trò là thẩm phán của Giêsu, được mã hóa trong Tín kinh của các Tông đồ, đó là tín điều cơ bản của đức tin rửa tội Kitô giáo. Sách Khải Huyền cũng có nhiều tài liệu tham khảo về Ngày Phán xét khi người chết sẽ được sống lại.

#### Sự khác biệt với triết học Platon
Trong triết học Platon và tư tưởng triết học Hy Lạp khác, khi chết, linh hồn được cho là để lại thân xác thấp kém phía sau. Ý tưởng rằng Giêsu đã phục sinh về mặt tinh thần thay vì thể chất thậm chí còn trở nên phổ biến trong một số lãnh tụ Kitô giáo, người mà tác giả của 1 John tuyên bố là kẻ phản chúa. Những niềm tin tương tự xuất hiện trong nhà thờ đầu tiên là Thuyết ngộ đạo. Tuy nhiên, trong Lu-ca 24:39, Giê-su phục sinh tuyên bố rõ ràng "hãy nắm lấy tay và chân tôi, rằng đó là chính tôi. Hãy chạm vào tôi và xem, vì một linh hồn không có xương và thịt như bạn thấy tôi đang có đây."

### Ấn Độ giáo
Có những câu chuyện dân gian, những câu chuyện và trích đoạn từ những văn bản thánh nhất định đề cập đến sự phục sinh. Một truyền thuyết dân gian chính là Savitri cứu mạng chồng mình khỏi tay Yamraj. Trong Ramayana, sau khi Ravana bị Rama giết trong trận chiến lớn giữa thiện và ác, Rama yêu cầu vua của các vị thần, Indra, khôi phục lại cuộc sống của tất cả những con khỉ đã chết trong trận chiến lớn này.

### Hồi giáo
Niềm tin vào "Ngày của Phục Sinh", Yawm al-Qiyāmah (tiếng Ả Rập: يوم القيامة) cũng rất quan trọng đối với người Hồi giáo. Họ tin rằng thời của Qiyāmah được Thiên Chúa ban cho nhưng không biết đến con người. Các thử thách và khổ nạn trước và trong Qiyāmah được mô tả trong Qur'an và hadith, và cả trong các bài bình luận của các học giả. Qur'an nhấn mạnh đến sự hồi sinh của cơ thể, thoát khỏi sự hiểu biết về cái chết của người Ả Rập thời tiền Hồi giáo.

### Thiền tông Phật giáo
Có những câu chuyện trong Phật giáo, nơi sức mạnh phục sinh được cho là đã được chứng minh trong truyền thống Chan hoặc Zen. Một là truyền thuyết về Bồ đề đạt ma, vị đạo sư Ấn Độ, người đã đưa trường phái Ekayāna của Ấn Độ đến Trung Quốc, sau đó trở thành Thiền tông.

Truyền thuyết còn lại là sự ra đi của bậc thầy Thiền tông Trung Quốc Puhua (J., Fuke) và được kể lại trong Record of Linji (J., Rinzai). Puhua được biết đến với hành vi và phong cách giảng dạy khác thường, vì vậy không có gì lạ khi ông có liên quan đến một sự kiện phá vỡ sự cấm đoán thông thường đối với việc thể hiện sức mạnh như vậy. Đây là nội dung lấy từ "Giáo lý Thiền của Rinzai" của Irmgard Schloegl. 
"One day at the street market Fuke was begging all and sundry to give him a robe. Everybody offered him one, but he did not want any of them. The master [Linji] made the superior buy a coffin, and when Fuke returned, said to him: "There, I had this robe made for you." Fuke shouldered the coffin, and went back to the street market, calling loudly: "Rinzai had this robe made for me! I am off to the East Gate to enter transformation" (to die)." The people of the market crowded after him, eager to look. Fuke said: "No, not today. Tomorrow, I shall go to the South Gate to enter transformation." And so for three days. Nobody believed it any longer. On the fourth day, and now without any spectators, Fuke went alone outside the city walls, and laid himself into the coffin. He asked a traveler who chanced by to nail down the lid.
The news spread at once, and the people of the market rushed there. On opening the coffin, they found that the body had vanished, but from high up in the sky they heard the ring of his hand bell."

## Thây ma
Một thây ma (tiếng Pháp tiếng Haiti: zombi, tiếng Haitian Creole: zonbi) là một người chết hư cấu được tạo ra thông qua việc làm hoạt động lại của một xác chết. Zombie thường được tìm thấy trong các tác phẩm thể loại kinh dị và giả tưởng. Thuật ngữ này xuất phát từ văn hóa dân gian Haiti, nơi một thây ma là một xác chết được làm vận động trở lại bằng nhiều phương pháp khác nhau, phổ biến nhất là ma thuật.

## Biến mất (khác biệt với sự phục sinh)
Khi kiến thức của các tôn giáo khác nhau đã phát triển, bắt đầu có tuyên bố về sự biến mất cơ thể của một số nhân vật tôn giáo và thần thoại. Trong tôn giáo Hy Lạp cổ đại, đây là cách các vị thần tạo ra một số bất tử về thể chất, bao gồm các nhân vật như Cleitus, Ganymede, Menelaus và Tithonus. Sau khi chết, Cycnus bị biến thành thiên nga và biến mất. Trong chương về Romulus từ Parallel Lives, Plutarch chỉ trích niềm tin liên tục vào những vụ mất tích như vậy, đề cập đến sự mất tích được cho là kỳ diệu của các nhân vật lịch sử Romulus, Cleomedes của Astypalaea và Croesus. Vào thời cổ đại, sự tương đồng ngoại giáo của Hy Lạp và La Mã đã được giải thích bởi các nhà văn Cơ đốc giáo đầu tiên, như Justin Martyr, là tác phẩm của quỷ, với ý định dẫn dắt các Kitô hữu đi lạc lối.
Trong sử thi của vua Gesar, cũng được đánh vần là Geser hoặc Kesar, ở phần cuối cùng, chỉ có tiếng hô vang trên đỉnh núi và quần áo của anh ta rơi xuống đất. Thi thể của Đạo sư đầu tiên của đạo Sikh, Đạo sư Nanak Dev, được cho là đã biến mất và chỉ còn những bông hoa còn lại thay cho xác chết của ông. 
Hình mẫu anh hùng của Lord Raglan liệt kê nhiều nhân vật tôn giáo có cơ thể biến mất hoặc có nhiều hơn một người biệt phái. B. Traven, tác giả của The Treasure of the Sierra Madre, đã viết rằng Inca Virococha đã đến Cusco (ở Peru ngày nay) và bờ biển Thái Bình Dương nơi anh ta đi trên mặt nước và biến mất. Người ta đã nghĩ rằng những lời kinh liên quan đến sự thuần khiết và không thể hư hỏng của cơ thể con người anh hùng có liên quan đến hiện tượng này. Có lẽ, điều này cũng là để ngăn chặn việc làm phiền và thu thập hài cốt của anh hùng. Họ được bảo vệ an toàn nếu họ đã biến mất.
Trường hợp đầu tiên được đề cập trong Kinh thánh là của Enoch (con trai của Jared, ông cố của Nô-ê và cha của Methuselah). Enoch được cho là đã sống một cuộc đời mà anh ta "đi với Chúa", sau đó "anh ta không ở đó, vì Chúa đã mang anh ta đi" (Sáng thế 5: 1-18). Trong Sách Đệ nhị Luật (34: 6) Môsê được chôn cất bí mật. Elijah tan biến trong cơn lốc 2 Kings (2:11). Sau hàng trăm năm, hai anh hùng trong Kinh thánh trước đó đột nhiên xuất hiện trở lại và được nhìn thấy đang đi với Giêsu, rồi lại biến mất. Macco (9: 2-8), Matthew (17: 1-8) và Luke (9: 28-33). Lần cuối cùng Giêsu được nhìn thấy, Luke (24:51) kể về việc Giêsu rời bỏ các môn đệ của mình bằng cách bay lên trời.